# Equetes
Equetes, equites ou equides (eket, ekit ou ekid) são um povo do estado Akwa Ibom, no sudeste da Nigéria, África. O número deles está em torno de um milhão, e formam um sub-grupo do Eles número em torno de um milhão, e formam um subgrupo dos anangues.